# Lutz Oberländer
Lutz Oberländer (* 1966 in Berlin) ist Oberregierungsrat beim Landesrechnungshof Brandenburg, Sachbuchautor und Denkmalschützer.

## Leben
Lutz Oberländer ist seit 1993 im öffentlichen Dienst tätig. Seit 2003 ist er auf unterschiedlichen Positionen beim Landesrechnungshof Brandenburg beschäftigt. Von 2011 bis 2013 studierte er „Schutz Europäischer Kulturgüter“ an der Europa-Universität Viadrina in Frankfurt (Oder). Er bietet regelmäßig Führungen zum Tag des Offenen Denkmals an. Daneben befasst sich Oberländer insbesondere mit der Geschichte der Berliner Siemensstadt und veröffentlichte 2017 und 2018 insgesamt drei Bildbände darüber. Er war 1999 von Berlin-Neukölln in den Bezirk Spandau gezogen und lebt seit 2003 in Berlin-Siemensstadt. Er hat zwei Kinder.

## Werke
- Siedlung Neu Jerusalem. 2016
- Der Aufbruch in die Moderne: Die Siedlung „Neu-Jerusalem“ von Erwin Gutkind und Leberecht Migge. disserta Verlag, Hamburg 2016 (E-Book)
- Die Siemensstadt in Berlin. Historische Fotografien. 2017, ISBN 978-3-95400-769-1.
- Berlin-Haselhorst in alten Fotografien. 2018, ISBN 978-3-95400-926-8.
- Berlin-Siemensstadt. Alte Bilder wecken Erinnerungen. 2018, ISBN 978-3-95400-926-8.